# Масимо Савић
Масимо Морено Савић (итал. Massimo Moreno Savić; Пула, 6. јун 1962 — Загреб, 23. децембар 2022) био је југословенски и хрватски рок музичар и певач. Каријеру је почео у групи Доријан Греј, а ширу популарност он и група су стекли препевом песме The sun ain't gonna shine anymore групе Walker Brothers.

## Биографија

### 1982—1986: Музички почеци и Доријан Греј
Масимо Савић је рођен 6. јуна 1962. године у Пули. Отац му је био војно лице, Србин родом из села Тулеж код Аранђеловца. Мајка му је била Италијанка из Истре, родом из Раше код Лабина. Детињство је углавном проводио у Истри, иако су га животне околности одвеле прво до Италије, па затим до Аустралије. Средњу школу је похађао и завршио у Загребу, где је започео своју музичку каријеру.
Године 1982. постао је члан загребачке арт-рок групе Доријан Греј и са њом објавио свој први албум под називом Сјај у тами, а две године касније и албум За твоје очи. Група се прославила понајвише захваљујући препеву песме The sun ain't gonna shine anymore групе Walker Brothers, али и упечатљивом гласу Масима Савића. Нажалост, чланови групе су тих година експериментирали с дрогом. Они су на то гледали с уметничке стране „као на подстицај за стварање музике”. Група се распала 1986. године због новчаних проблема. Наиме, чланови су у Шведској потрошили два и по пута више дана снимања од онога што је Југотон био спреман да плати па су тражили од групе да остатак потрошених сати плате из свога џепа. Менаџер Маријан Црнарић успео је да договори 42 концерта по бившој Југославији, што је члановима састава било довољно да зараде једино за дневнице, док је остатак зараде отишао на покривање дуга Југотону. Група се на крају распала због беспарице и међусобних оптуживања.

### 1987—1995: Почетак соло каријере и сарадња са Тутићем
Након што се група Доријан Греј распала, Масимо је започео соло каријеру, оријентишући се на песме ближе забавној него рок музици. На МЕСАМ-у је изводио песму Задња ноћ и добио награду за најбољу интерпретацију, а на избору за Песму Евровизије представио се песмом Само један дан Зринка Тутића.
Током 1986. године боравио је у Шведској, где је радио са продуцентом Тинијем Варгом, али ништа од снимљеног материјала није објављено. Први албум Странац у ноћи урадио 1987. године са Зринком Тутићем и Матом Дошеном. На албуму се налази опуштена верзија песме Замисли живот у ритму музике за плес из репертоара Филма, коју је отпевао заједно са аутором Јуром Стублићем. Ту је и Маврос тин Африки, обрада песме бузуки свирача Грегориса, коју је Масимо отпевао на грчком језику, затим Пружи ми руку, обрада Stay With Me, Baby, групе Walker Brothers. Масимо није компоновао ниједну песму на плочи, већ се представио само као певач, а једино у је песми Задња ноћ свирао гитару.
Године 1987. освојио је прву награду на Интернационалном фестивалу у Дрездену песмом Само један дан и био проглашен певачем године на фестивалу МЕСАМ, где је и следећих година редовно добијао награде.
Другим албумом Ријечи чаробне 1988. године потпуно се посветио естрадној мисли. Снимио је обраду хита Бобија Сола Једна суза на твом лицу, обраду шпанског традиционала Malaguena Salerosa, са Беби Дол у дуету пева Сунце сја, трава мирише, а у тој песми гостује и група Плава трава заборава. Сарадници на плочи били су Зринко Тутић, Мато Дошен, Алка Вуица, група Магазин (који су певали пратеће вокале), а са Стублићем је написао текст за песму Ла лу ла ле.
Трећи албум под називом Музика за тебе урадио је са Тутићем и Марином Туцаковић и те исте 1989. године је за песму Поново заједно добио специјалну награду на фестивалу Golden Kite у Куала Лумпуру. Следећи албум Земља плеса објавио је 1990. године и он доноси већи број његових композиција, а као аутори учествују Зринко Тутић, Алка Вуица и Зоран Врач. Продукцију је радио сам са Јанком Млинарићем, а у песми Мислим, мислим (нек' живи љубав) појављује се у дуету са Дином Дворником. Од обрада, на плочи су се нашле Буди са мном (Let's Just Kiss And Say Goodbye) и Отровна (Poison Eye).
Уследио је заокрет у Масимовој каријери и арт-поп и рок пројекти. Са почетком рата преселио се у Лабин и 1992. године у студију Јадрана Огринца у Копару снимио је албум Elements на енглеском језику. Плоча доноси његове амбијенталне материјале, сасвим другачије од песама које је снимао на претходним соло плочама. Поред тога, заокрет у каријери укључује и вокал у групи Метал Гуру, уз истовремено објављивање петог албума у сарадњи с Тутићем — Бензина 1995. године. На плочи се налазе обраде Да ли знаш да те волим Даде Топића и групе Тајм и Дилајла из репертоара Тома Џонса.

### 2003—2010: Повратак на сцену иВјештине1 и 2
Након пет година паузе, Масимо је објавио нови албум који је носио назив Масимо, а потом су уследили албуми Вјештина и Вјештина 2 који су Масима вратили у сам врх хрватске мејнстрим поп-рок музике. Глумио је у 18 епизода 3. сезоне серије Наша мала клиника као Силвестар.
Након више номинација, године 2004. добио је дискографску награду Порин у категорији најбољег мушког вокалног извођења. Успех је поновио и следеће две године.
После албума Вјештина и Вјештина 2, Масимо је 2008. године објавио свој нови албум под називом Сунце се поново рађа. Овде је нагласак био на властитим песама, иако су се и на овом дискографском издању налазиле и неке обраде као што је била пјесма Тражи ме за коју је текст написао Арсен Дедић, а песма је била обрада хита ercami Рената Зера. Ипак, албум су обележили његови ауторски хитови попут песама Индија, Било гдје, као и дует с Неном Беланом на песми Зар више нема нас. Након тога, Масимо је 2010. објавио дует с Арсеном, а отпевали су песму Густава Крклеца За једном капи чистога живота.

### 2011—2022: Синглови и смрт
Средином 2011. године, Масимо је објавио песму Из једног погледа, чији је текст и музику написао Предраг Мартињак. Ово је била прва сарадња између Масима и ПреDрага која траје још и дан данас, а произвела је мноштво хитова. Песма Из једног погледа доживела је велики успех и данас броји преко 10 милиона прегледа на Јутјубу. Овом песмом Масимо је најавио рад на новом албуму. Тај албум објављен је крајем исте године и носио је назив Додирни ме случајно. На албуму се налази поменута песма Додирни ме случајно за коју је текст и музику радио Дино Мухаремовић, а поред ње на албуму су и песме Сретан пут и Круг у житу, за које је заслужан раније споменути Предраг Мартињак, затим песма Тишина, за чији је текст и музику одговоран Сандро Бастианчић, као и песма Гдје смо сад, чији је текст написала Масимова супруга Ени Кондић. Уз Масима и бенд, за овај албум заслужна су четири продуцента с којима је Масимо радио — Никша Братош, Предраг Мартињак, Иван Попескић и Анте Гело.
Године 2013. Масимо је у арени у Пули одржао дотад свој највећи солистички концерт. Такође, те године је објавио још једну песму под називом Сузе нам стале на пут, за коју је текст и музику радио Предраг Мартињак. Концерт у Пули одржан је 17. августа и Масимо га је и сам назвао једним од најзначајнијих концерата свог живота.
Крајем 2014. године Масимо је објавио нови сингл Испод неког другог неба којим је најавио нови албум. Крајем јануара 2015. године Масимо је тај албум и објавио под називом 1 дан љубави. На албуму се нашла поменута песма Сузе нам стале на пут, а поред ње и насловна нумера 1 дан љубави, коју је такође урадио Предраг Мартињак, Кладим се на нас и Не дам гријеху на тебе, сарајевског аутора Амила Лоје, Остани ту, Земља зове облаке и друге. За овај албум заслужна су три продуцента — Никша Братош, Предраг Мартињак те Иван Попескић. На албуму је гостовао и гитариста и музичар, члан бенда Петера Габријела, Роудс, који је свирао гитару на 5 песама с албума.
Две године касније, крајем 2016. године, Масимо је објавио нови сингл 1000 људи којим је најавио рад на новом албуму. Јуна 2017. године Масимо је издао песму Нека ти плове бродови која се такође нашла на новом албуму објављеном почетком 2018. године. Овај студијски албум изашао је у мају и носи назив Сада. Садржи 14 песама, укључујући три претходно објављене пјесме — Нама се никуд не жури, Нека ти плове бродови и 1000 људи, као и 11 нових песама. Масимо је на албуму сарађивао са неким сталним ауторима попут Предрага Мартињака, Амила Лоје, Даде Пастуовића и Сандра Бастианчића, а за нови албум песме су још написали и Нихад Володер, Сергеј Ћетковић, Дамир Арсланагић и Бруно Ковачић. Од аранжера и продуцената на албуму су радили Никша Братош, Предраг Мартињак и Иван Попескић.
Издавањем албума Масимо је објавио и нови сингл Лице варалице аутора Бруна Ковачића. До краја године објавио је још два сингла с новог албума. Први је Не остављај ме ту, аутора Предрага Мартињака. Други је изашао у децембру 2018. године, а реч је о песми Нисам спреман, коју је за Масима написао популарни црногорски кантаутор Сергеј Ћетковић.
Током каријере Масимо је сарађивао са групом Екатарина Велика, певао је на њиховом другом албуму из 1985. године, учествовао је на плочама групе Филм, Денис & Денис и Гето, а повремено је наступао са групом Le Cinema. Свој музички допринос дао је у ТВ рок оперети Креатори и креатуре Владимира Милачића. Тај музички материјал објављен је на плочи Креатори и креатуре (ПГП РТБ 1988). Сарађивао је са позоришном трупом Кугла глумиште у представи Непригушени титраји и члан је позоришне трупе Labin Art Express. Промо ЦД Body, Energy & Emotions снимио је 1995. године са члановима мултимедијалне групе, Деаном Захтилом и Крешимиром Фаркашем у оквиру пројекта Метал Гуру. У оквиру истог пројекта, 1998. године објавио је и албум Hero in 21st Century.
Преминуо је 23. децембра 2022. године у Загребу у Клиничко болничком центру Сестре милосрднице у Виноградској улици, где се лечио од рака плућа. Више од месец дана пре смрти, Савић је одржао концерт у Арени Загреб. На том концерту су били доктори иза кулиса и то публика уопште није приметила. Сахрана је одржана почетком јануара 2023. године, да би пар месеци касније постхумно освојио почасног Порина. Почетком јула исте године је издата компилација са највећим хитовима.

## Дискографија

### Са групомДоријан Греј
- Сјај у тами (Југотон, 1983)
- За твоје очи (Југотон, 1985)

### Са групом
- (1994)
- (1998)

### Соло
- Странац у ноћи (Југотон, 1987)
- Ријечи чаробне (Југотон, 1988)
- Музика за тебе (Југотон, 1989)
- Земља плеса (Југотон, 1990)
- (Хелидон, 1992)
- Бензина (Кроација рекордс/Тутико, 1995)
- Масимо (Aquarius/Multimedia Records, 2003)
- Вјештина (Aquarius/Multimedia Records, 2004)
- Масимо — Златна колекција (Кроација рекордс, 2004)
- Апсолутно уживо — лајв из клуба Aquarius (Aquarius, 2005)
- Вјештина 2 (Aquarius, 2006)
- Сунце се поново рађа (Aquarius, 2008)
- Зар више нема нас (Aquarius, 2008) (са Неном Беланом)
- Индија (Aquarius, 2008)
- Из једног погледа (Aquarius, 2011)
- Додирни ме случајно (Aquarius, 2011)
- Сретан пут (Aquarius, 2012)
- Гдје смо сад (Aquarius, 2013)
- Вријеме (Aquarius, 2013)
- Сузе нам стале на пут (Aquarius, 2013)
- 1 дан љубави (Aquarius, 2015)
- Кладим се на нас (Aquarius, 2015)
- Не дам гријеху на тебе (Aquarius, 2016)
- Нека ти плове бродови (Aquarius, 2017)
- Исти осјећај (Aquarius, 2017)
- Нама се никуд не жури (Dallas Records, 2018) (са Ватром)
- Сада (2018)[19]
- Знам (2019)
- Један потез превише (Aquarius, 2019)
- Мали круг великих људи (Aquarius, 2020)

## Фестивали

### МЕСАМ
- Задња ноћ, награда за интерпретацију, '86
- Одмори се на мојим рукама, победничка песма, '88
- Овисан о твојој љубави, друга награда публике и друга награда жирија, '90

### Југословенски избор за Евросонг
- Само један дан, друго место, Београд '87
- Плави анђео, друго место, Нови Сад '89
- Пјесма за тебе, Задар '90

### Златна палма, Дубровник
- Црни сњегови, '89

### Загреб
- Ти немаш милости, '90
- Круг у житу, 2014.

### Арена фест, Пула
- Ти и ја, '94
- Каос, '97
- Љубав, 2008.

### Дора, Опатија
- Као море, '96
- Одједном ти (са групом Меритас), 2004.
- Ту на мојим рукама, четврто место, 2006.

### Хрватски радијски фестивал
- Mala ima dobar body, '98

### Руњићеве вечери, Сплит
- На крају пута, 2001.
- Вечерња љубав, 2006.
- Кључ живота, 2007.

### Далматинска шансона, Шибеник
- Не плачи / Разговор с конобаром (Вече старих песама, са Алкемичарима), '99
- Усне које су ме љубиле, 2003.
- Гдје је љубав (са Алкемичарима), трећа награда публике и друга награда стручног жирија, 2004.
- Једна суза на твом лицу (Вече старих песама, са Алкемичарима), 2004.
- Лоше вино / La piu bella del mondo (Вече старих песама, са Алкемичарима), 2005.
- Свијетли ова ноћ, 2006.
- Зар више нема нас (дует са Неном Беланом), прва награда публике, друга награда стручног жирија и награда за најбољи аранжман, 2008.
- Усне које су ме љубиле (Вече старих песама), 2008.
- Љубав као мирис, друга награда публике и награда за интерпретацију, 2010.
- Тражи ме / Да могу (Вече италијанске канцоне), 2010.
- Зар више нема нас (Вече најбољих песама далматинске шансоне 1998. - 2016. дует са Неном Беланом), 2017.

### Сплит
- Катра девера, прва награда публике, 2005.

### CMC festival, Водице
- Љубав (Ревијално вече фестивала), 2008.

### Шансонфест
- Трешњевачка балада, 2014.

## Филмографија

### Телевизијске улоге
- Звездана прашина 2 (1988)
- Креатори и креатуре као Сит (1988)
- Наша мала клиника као анђео Силвeстар (2006)
- Битанге и принцезе као клијент #1 (2009)
- Најбоље године као Масимо (2009)
- Срећан крај као рок звезда (2018)

### Синхронизације
- Прича о играчкама, 3 као солист Ја твој сам пријатељ (2010)
- Краљ лавова (2003)